# Cäcilia Trischberger
Cäcilia Trischberger OSB; Geburtsname Katharina Trischberger (* 1858 in Lenggries, Bezirksamt Tölz; † 17. August 1913 in Frauenwörth) war eine deutsche Benediktinerin. Von 1901 bis 1913 war sie die 51. Äbtissin des Klosters Frauenchiemsee, das auch als Frauenwörth bezeichnet wird.

## Leben
Katharina Trischberger hatte als Kind zwei Jahre im Chiemseer Pensionat verbracht. Sie trat mit 23 Jahren ins Kloster ein und nahm den Ordensnamen Cäcilia an. Trischberger wurde 1890 Magistra novitiorum. Seit 1899 war sie als Nachfolgerin von Lioba von Hörmann Priorin des Klosters Frauenchiemsee. Unter Trischberger kam es im August 1899 zum Kauf des Schlossguts Tettenweis im Rottal aus dem Besitz von Graf Max von Löwenstein-Scharffeneck. Mitte Oktober 1899 verließen Priorin M. Bernarda Amtmann, elf Chorfrauen und eine Laienschwester Frauenwörth, um das neue Kloster Tettenweis zu beziehen. Die Erhebung des Priorats Frauenwörth zur Abtei erfolgte im selben Jahr. Am 7. Juli 1901 wurde Cäcilia Trischberger zur Äbtissin geweiht und war damit erste Äbtissin auf Frauenchiemsee nach der Säkularisation. Sie starb am 17. August 1913.